# 일레인 그래프

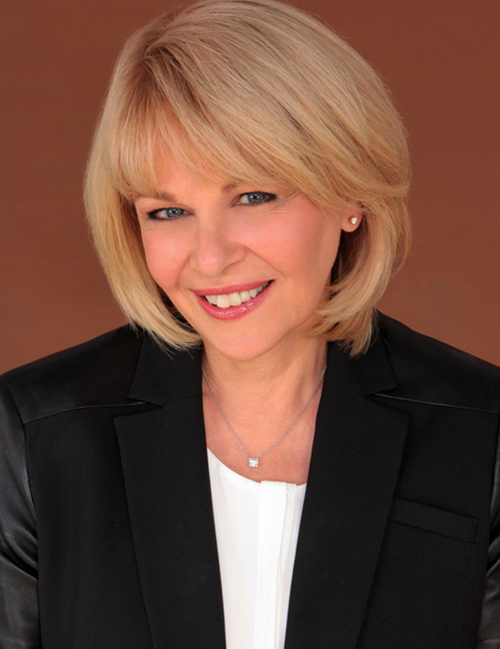

일레인 그래프(Ilene Graff, 1949년 2월 28일 ~ )는 미국의 배우, 연극 배우, 텔레비전 배우, 영화배우, 가수이다.
브루클린에서 태어났다.

## 방송
- 하트 오브 딕시 1

## 영화
- 더 씽스 위 캐리 (2009년)
- 마이 파더 (2007년) - 제임스 입양 모, 낸시 파커 역
- 사랑하는 애너벨 (2006년)
- 남태평양 (2001년)
- 레이디뻑 (1992년) - 베스 역
- 배반의 묘략 (1990년)
- 미녀 스캔들 (1990년)
- 명탐정 바나비 존즈 (1973년)